# Dongotono jezik
Dongotono jezik (ISO 639-3: ddd), nilotski jezik podskupine lotuxo kojim govori 1 000 ljudi u brdima Dongotono, jugoistočno od Torita, južni Sudan.
Pripadnici etničke grupe zovu se Dongotono čija populacija iznosi preko 20 000 ljudi, a glavna su im naselja Chakari, Ikotos, Isoki i Bira

## Vanjske poveznice
- Ethnologue (14th)
- Ethnologue (15th)